# Morti nel 1196
| Questa pagina contiene informazioni ricavate automaticamente dalle voci biografiche con l'ausilio del template Bio e di un bot. L'aggiornamento è periodico e automatico e ricostruisce completamente la pagina. Se manca una persona in questa lista, sei pregato di non aggiungerla, ma accertati piuttosto che la sua voce biografica contenga il template Bio e che i dati anagrafici siano correttamente compilati. Se il template Bio manca, inseriscilo tu stesso o, in alternativa, metti l'avviso {{tmp\|Bio}} che ne segnala la mancanza. Se i dati riportati sono sbagliati, correggi direttamente la voce biografica; le modifiche saranno visibili in questa lista entro pochi giorni. Per chiarimenti vedi il progetto biografie. La lista contiene solo le 14 persone che sono citate nell'enciclopedia e per le quali è stato implementato correttamente il template Bio. Pagina aggiornata al 18 ago 2025. |

- 8 aprile - Canuto I di Svezia, re (n. 1150)
- 23 aprile - Béla III d'Ungheria, sovrano ungherese (n. 1148)
- 25 aprile - Alfonso II d'Aragona, sovrano (n. 1157)
- 15 giugno - Umberto III da Terzago, arcivescovo cattolico italiano
- 14 agosto - Enrico IV di Lussemburgo, conte
- 15 agosto - Corrado II di Svevia, nobile tedesco (n. 1172)
- 11 settembre - Maurice de Sully, vescovo cattolico francese
- 11 ottobre - Meinardo di Riga, monaco cristiano e vescovo cattolico lettone (n. 1134)
- 28 dicembre - Riccardo d'Acerra, politico italiano
- Ivan Asen I, sovrano bulgaro
- Nazario II, vescovo cattolico italiano
- Rodolfo II di Neuchâtel, nobile svizzero
- Ottone da Novara, vescovo cattolico italiano
- Eschiva di Ibelin, nobildonna (n. 1160)